# 美眼蛺蝶
美眼蛺蝶（学名：Junonia almana），又名孔雀蛺蝶、簑衣蛺蝶、擬蛺蝶、孔雀紋挾蝶，为蛺蝶科眼蛺蝶屬下的一个种。产于南亚。

## 描述
中型蛺蝶，無雌雄二型性。體背黃褐至橙褐色，腹面乳白或黃白色。雄蝶與雌蝶形態相似，差異在於前足：雄蝶前足癒合、刺狀、被毛；雌蝶則具分節、具刺但無毛。
頭部褐橙色，觸角上黑褐、下乳白，末端膨大且裸露。下唇鬚向前延伸，背褐腹白。胸背褐色泛赭，腹部背黑褐泛橙，腹面乳白。
前翅長26-31 mm，外型近三角形，前緣略弧，M1與CuA1脈末端突出，後緣直；後翅卵形，臀區明顯突出，1A+2A脈末端於低溫期發展成小尾突。
翅背面泥黃或橙色，外緣深色並有暗褐線紋。前翅R5、M1、CuA1室各具眼紋，另有四條黑色短紋沿前緣分布；中室端與內部具黑褐鏤空紋。後翅具一至兩枚眼紋，前方較大。亞外緣常見兩道黑褐細線。緣毛赭色或夾雜白色。
翅腹面色彩具季節性變異。雨季（高溫期）個體色淡赭黃、眼紋與線紋明顯；乾季（低溫期）色澤轉深褐，中央與亞基部有細線，外緣另具波狀線，眼紋與條紋則較不明顯。

## 分布
世界分布於東洋區各地（除婆羅洲外），包括日本南部、蘇拉威西、小巽他群島。臺灣則見於本島低海拔地區及多個離島。

## 毛虫
棲息於河岸、沼澤、海岸、農田與草地等開闊環境。一年繁殖多代，成蝶飛行敏捷活潑，喜愛訪花。幼蟲以玄參科的旱田草、水丁黃、泥花草，爵床科的大安水蓑衣、異葉水蓑衣、易生木，以及馬鞭草科的鴨舌癀等植物為食。